# Turcja na Zimowych Igrzyskach Olimpijskich 2002
Turcja na Zimowych Igrzyskach Olimpijskich 2002 – występ kadry sportowców reprezentujących Turcję na igrzyskach olimpijskich w Salt Lake City w 2002 roku.
Kadra liczyła troje sportowców (dwóch mężczyzn i jedną kobietę), którzy wystąpili w pięciu konkurencjach w dwóch dyscyplinach sportowych – biegach narciarskich i narciarstwie alpejskim. 
Funkcję chorążego reprezentacji Turcji podczas ceremonii otwarcia igrzysk pełnił alpejczyk Atakan Alaftargil. Reprezentacja Turcji weszła na stadion olimpijski jako 71. w kolejności, pomiędzy ekipami z Trynidadu i Tobago i Ukrainy.
Był to 13. start reprezentacji Turcji na zimowych igrzyskach olimpijskich i 32. start olimpijski, wliczając w to letnie występy. 

## Skład reprezentacji

### Biegi narciarskie
| Konkurencja                                         | Zawodnik          | Kwalifikacje | Kwalifikacje | Kwalifikacje | Ćwierćfinały | Ćwierćfinały | Ćwierćfinały | Półfinały | Półfinały | Półfinały | Finały | Finały | Finały  |
| Konkurencja                                         | Zawodnik          | Czas         | Strata       | Miejsce      | Czas         | Strata       | Miejsce      | Czas      | Strata    | Miejsce   | Czas   | Strata | Miejsce |
| --------------------------------------------------- | ----------------- | ------------ | ------------ | ------------ | ------------ | ------------ | ------------ | --------- | --------- | --------- | ------ | ------ | ------- |
| Sprint indywidualny kobiet 1,5 km stylem dowolnym   | Kelime Çetinkaya  | 4:00,50      | +47,34       | 56. nq       | NQ           | NQ           | NQ           | NQ        | NQ        | NQ        | NQ     | NQ     | 56.     |
| Bieg łączony kobiet 2 x 5 km                        | Kelime Çetinkaya  | 17:10,8      | +4:04,7      | 67. nq       | NQ           | NQ           | NQ           | NQ        | NQ        | NQ        | NQ     | NQ     | 67.     |
| Sprint indywidualny mężczyzn 1,5 km stylem dowolnym | Sabahattin Oğlago | 3:18,24      | +28,17       | 61. nq       | NQ           | NQ           | NQ           | NQ        | NQ        | NQ        | NQ     | NQ     | 61.     |
| Bieg indywidualny mężczyzn 30 km stylem dowolnym    | Sabahattin Oğlago | —            | —            | —            | —            | —            | —            | —         | —         | —         | DNF    | DNF    | DNF     |

### Narciarstwo alpejskie
| Konkurencja     | Zawodnik          | Przejazd 1 | Przejazd 1 | Przejazd 2 | Przejazd 2 | Czas łączny | Miejsce |
| Konkurencja     | Zawodnik          | Czas       | Miejsce    | Czas       | Miejsce    | Czas łączny | Miejsce |
| --------------- | ----------------- | ---------- | ---------- | ---------- | ---------- | ----------- | ------- |
| Slalom mężczyzn | Atakan Alaftargil | 1:03,10    | 48.        | 1:07,26    | 32.        | 2:10,36     | 32.     |